# Byron Carter
Byron J. Carter (17 de agosto de 1863 - 6 de abril de 1908) fue un pionero automotriz estadounidense. Fue socio fundador de Jackson Automobile Company y fundador de Cartercar Company.

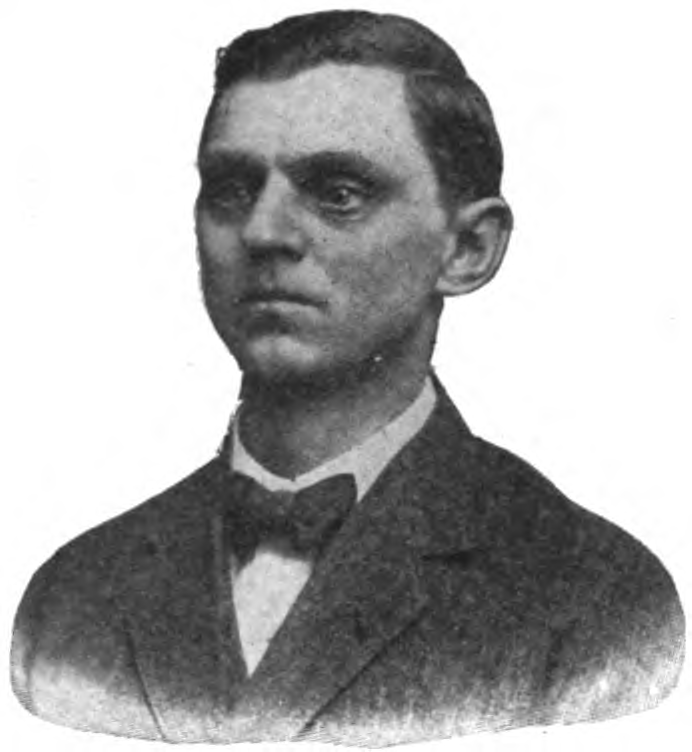

## Comienzos y experiencia
Byron J. Carter nació el 17 de agosto de 1863 en el condado de Jackson, Michigan, hijo de Squire B. Carter y Martha Crum. Su abuelo, Peter T. Carter, fue uno de los primeros pobladores de Spring Arbor Township, Michigan. En 1885, Byron Carter estableció el negocio Steam Job Printing y Rubber Stamp Manufacturing en 167 Main St., Jackson. En 1894, con su padre, abrió una tienda de bicicletas en Jackson en la esquina de las calles Courtland y Jackson. Dos años más tarde, regresaron al negocio de la impresión al iniciar United States Tag Co. Durante sus años de trabajo en Steam Job Printing, Carter adquirió experiencia con máquinas de vapor, lo que le valió una patente para el motor de tres cilindros, su primer motor. para el coche de vapor Jaxon de 1902. También se le otorgó una patente para una transmisión por fricción, una característica de la empresa Cartercar.

## Jackson Automobile Company
El 19 de julio de 1902, Byron J. Carter, gerente de una tienda de bicicletas de Jackson, junto con los socios fundadores, George A. Matthews, un fabricante de buggy, y Charles Lewis, una vez el mayor empleador de Jackson como propietario de una empresa de ejes de resorte, formaron la Jackson Automobile Company, en Hupp Street, Jackson. Carter fue su primer vicepresidente. En 1905 se fue para formar Motorcar Company en Jackson, presentando su automóvil de tracción por fricción y nombrándolo "Cartercar". La nueva transmisión de velocidad variable usaba discos de fricción, no engranajes, y también permitía que el automóvil frenara invirtiendo la palanca. Carter desarrolló su sistema de accionamiento por fricción con piezas de una desgranadora de maíz. Respondiendo al problema de otros autos impulsados por fricción que fallan en condiciones húmedas, desarrolló un disco de fricción de aluminio con un revestimiento de rueda transversal de cartón.

## Legado
Byron J. Carter murió el 6 de abril de 1908 en Detroit, después de desarrollar neumonía como resultado de las lesiones que sufrió cuando trató de arrancar con la manivela un automóvil de una mujer que quiso ayudar y que golpeo su quijada en el puente Belle Isle cerca de Detroit. En el momento de su muerte, era vicepresidente y superintendente general de Motorcar Company of Detroit. La muerte de Carter fue el ímpetu para que Charles Kettering y Henry M. Leland desarrollaran el motor de arranque automático eléctrico.